# Impatiens hainanensis
Impatiens hainanensis är en balsaminväxtart som beskrevs av Yi Ling Chen. Impatiens hainanensis ingår i släktet balsaminer, och familjen balsaminväxter. Inga underarter finns listade i Catalogue of Life.